# Diplazium pycnocarpon
Diplazium pycnocarpon là một loài thực vật có mạch trong họ Woodsiaceae. Loài này được (Spreng.) M. Broun miêu tả khoa học đầu tiên năm 1938.

## Hình ảnh

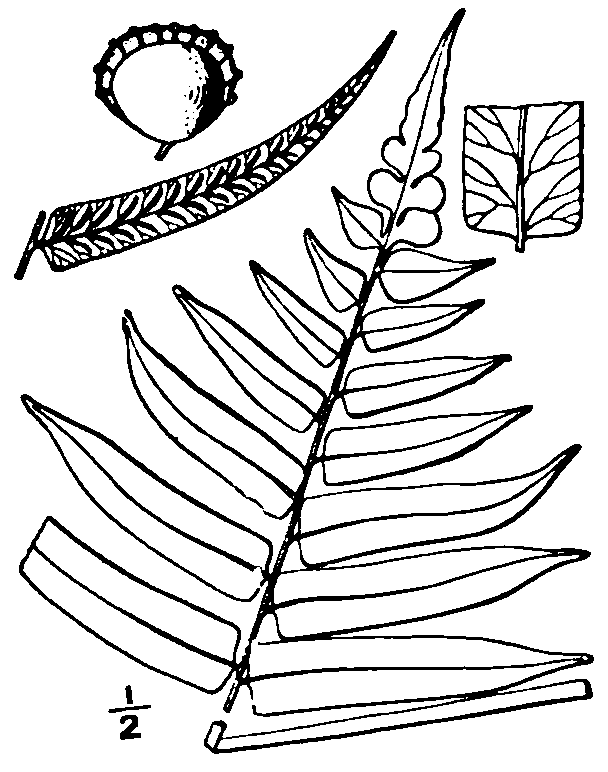
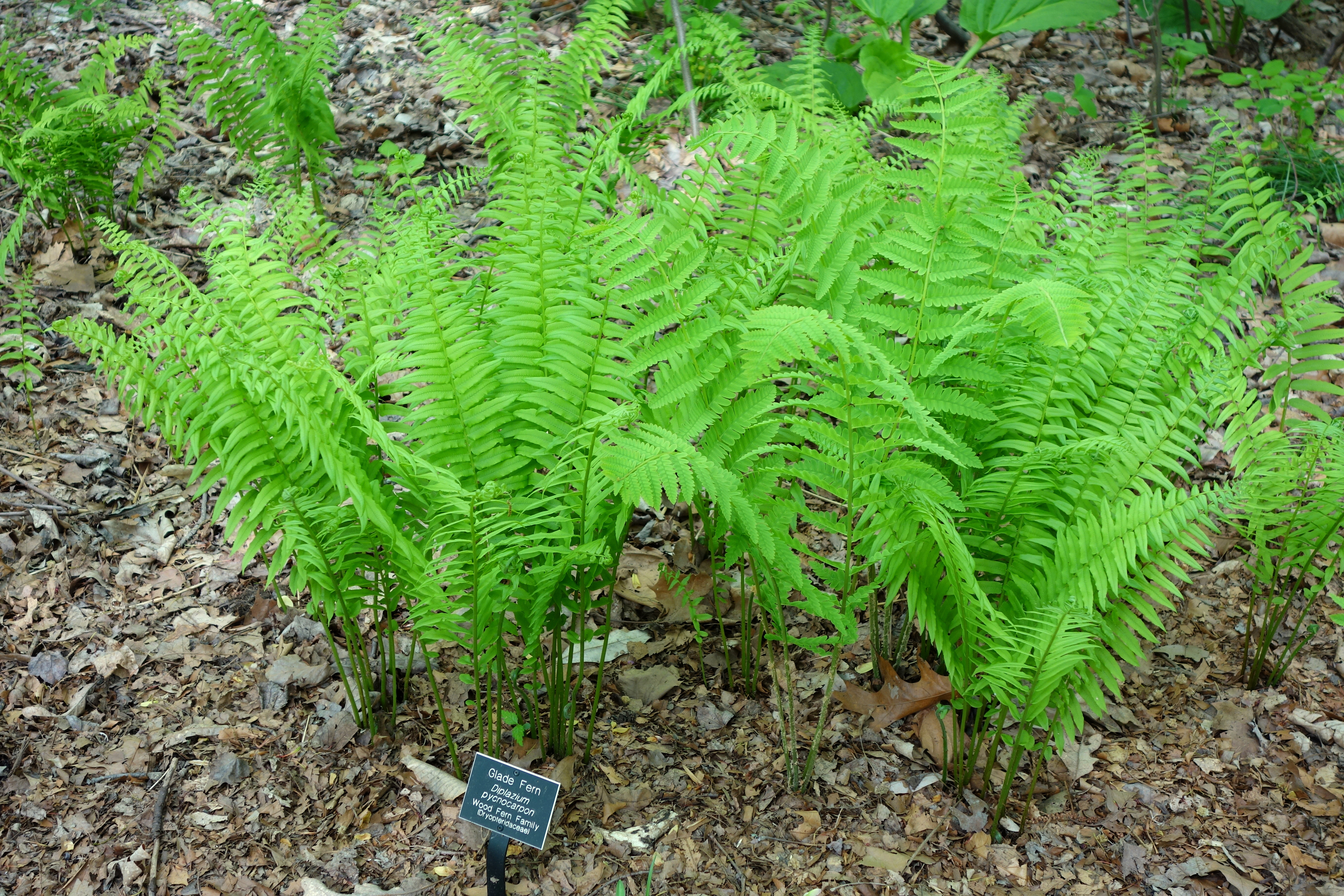
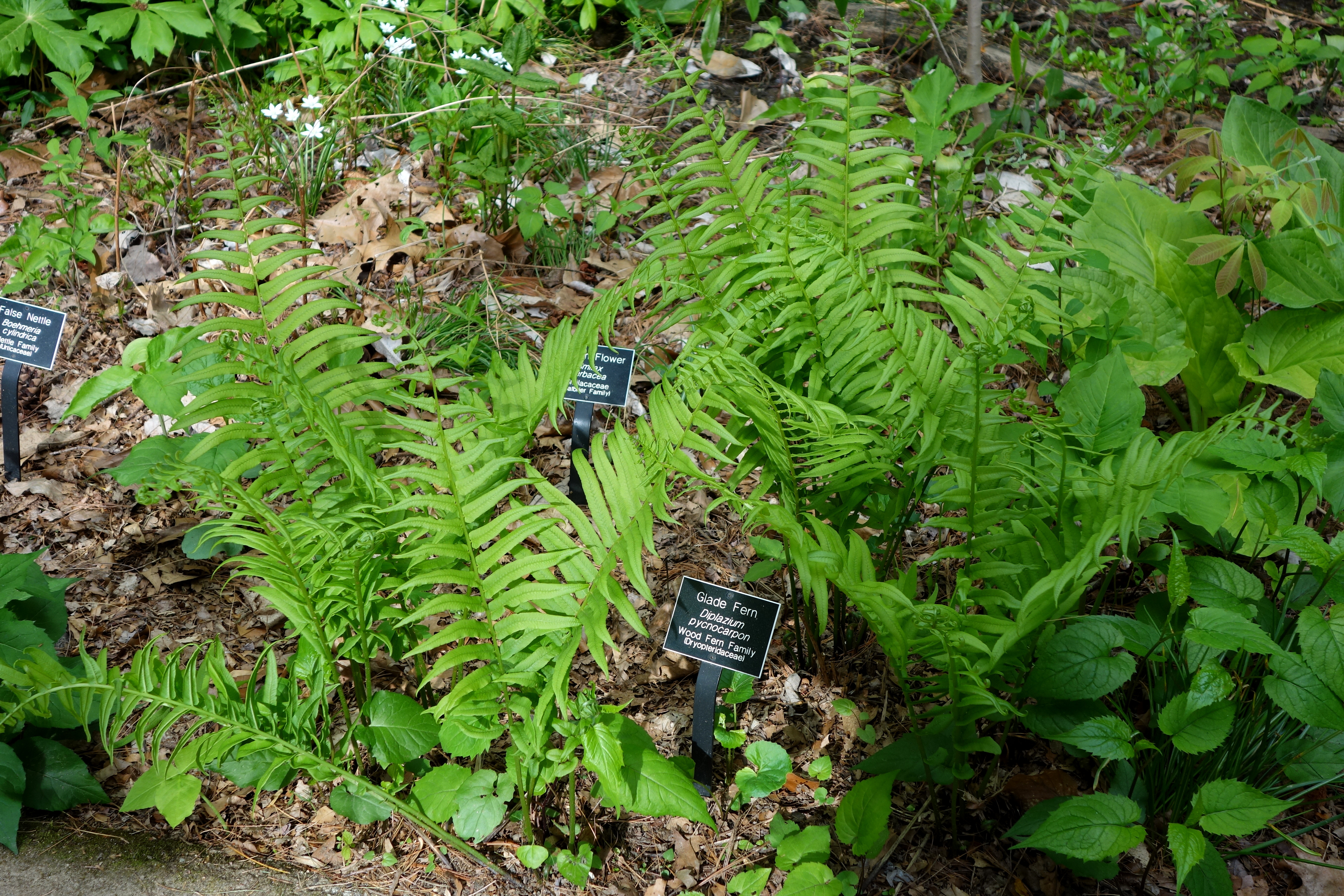
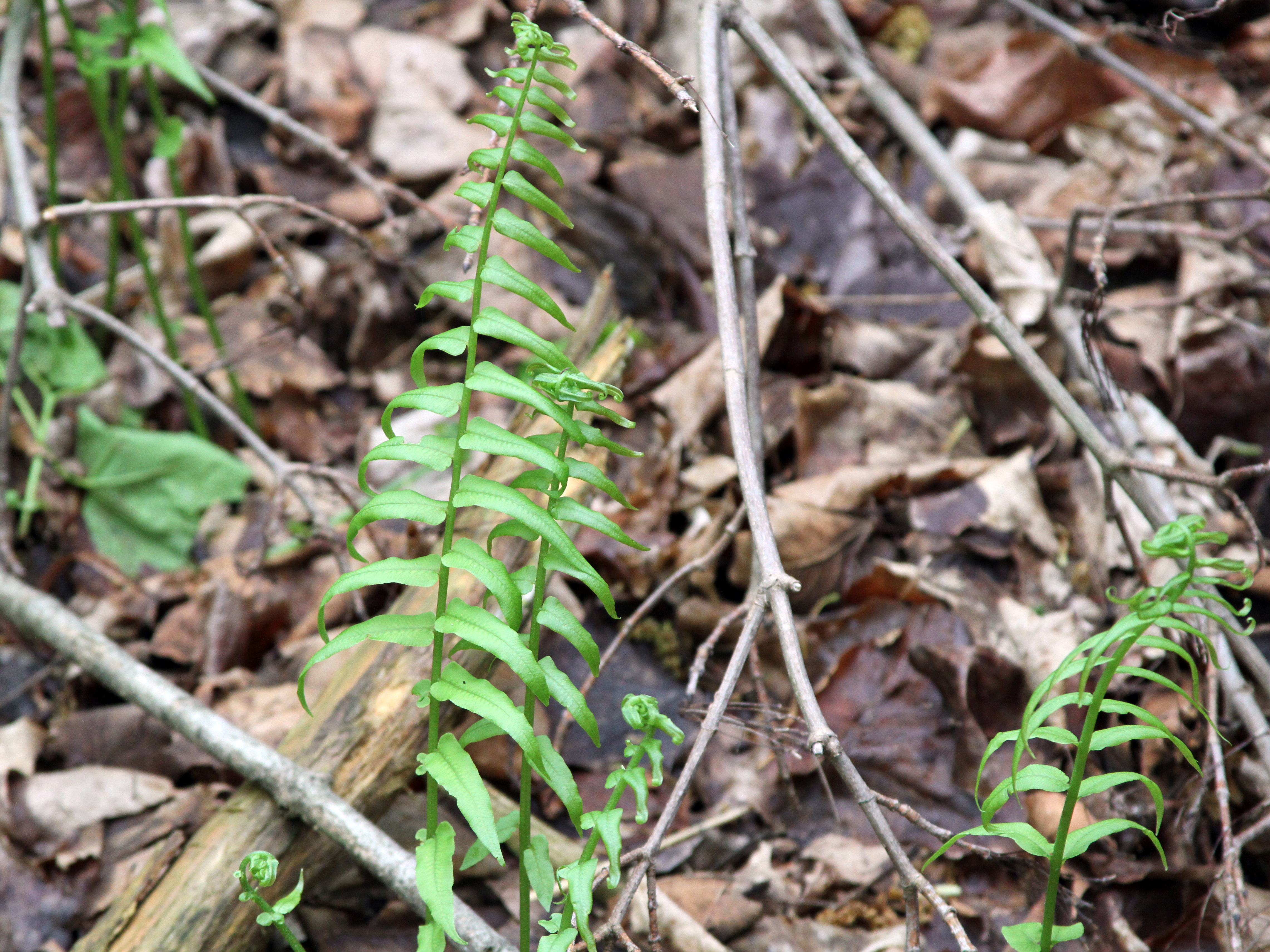